# Pseudomiza viridispurca
Pseudomiza viridispurca là một loài bướm đêm trong họ Geometridae.